# Fitzroya cupressoides
Fitzroya cupressoides är en cypressväxtart som först beskrevs av Juan Ignacio Molina, och fick sitt nu gällande namn av Ivan Murray Johnston. Fitzroya cupressoides ingår i släktet Fitzroya och familjen cypressväxter. IUCN kategoriserar arten globalt som starkt hotad. Inga underarter finns listade i Catalogue of Life.

## Bildgalleri

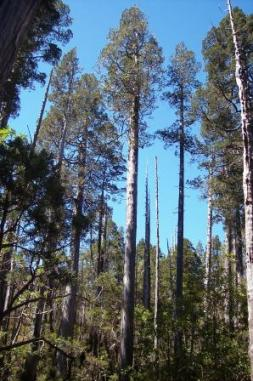
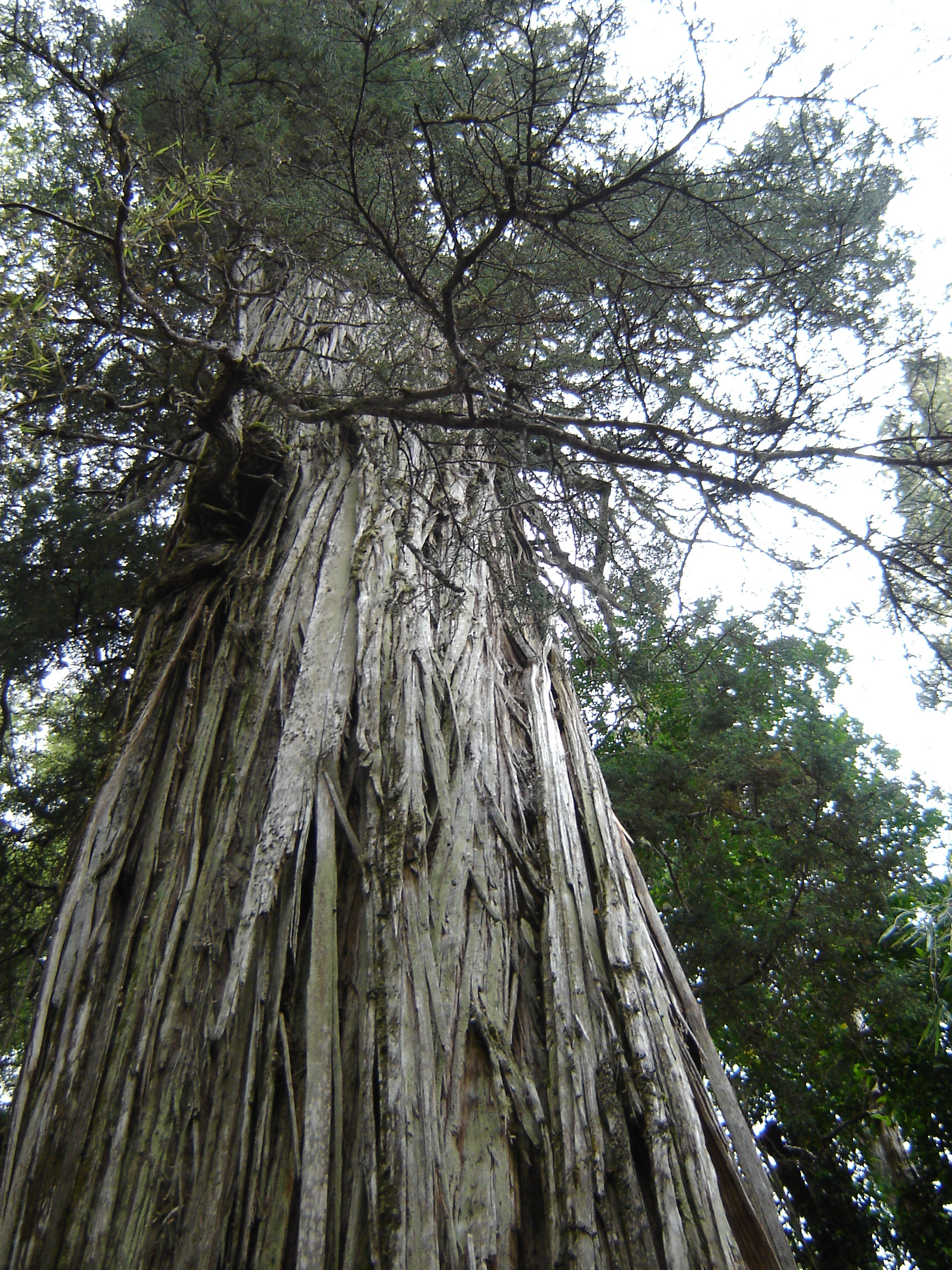
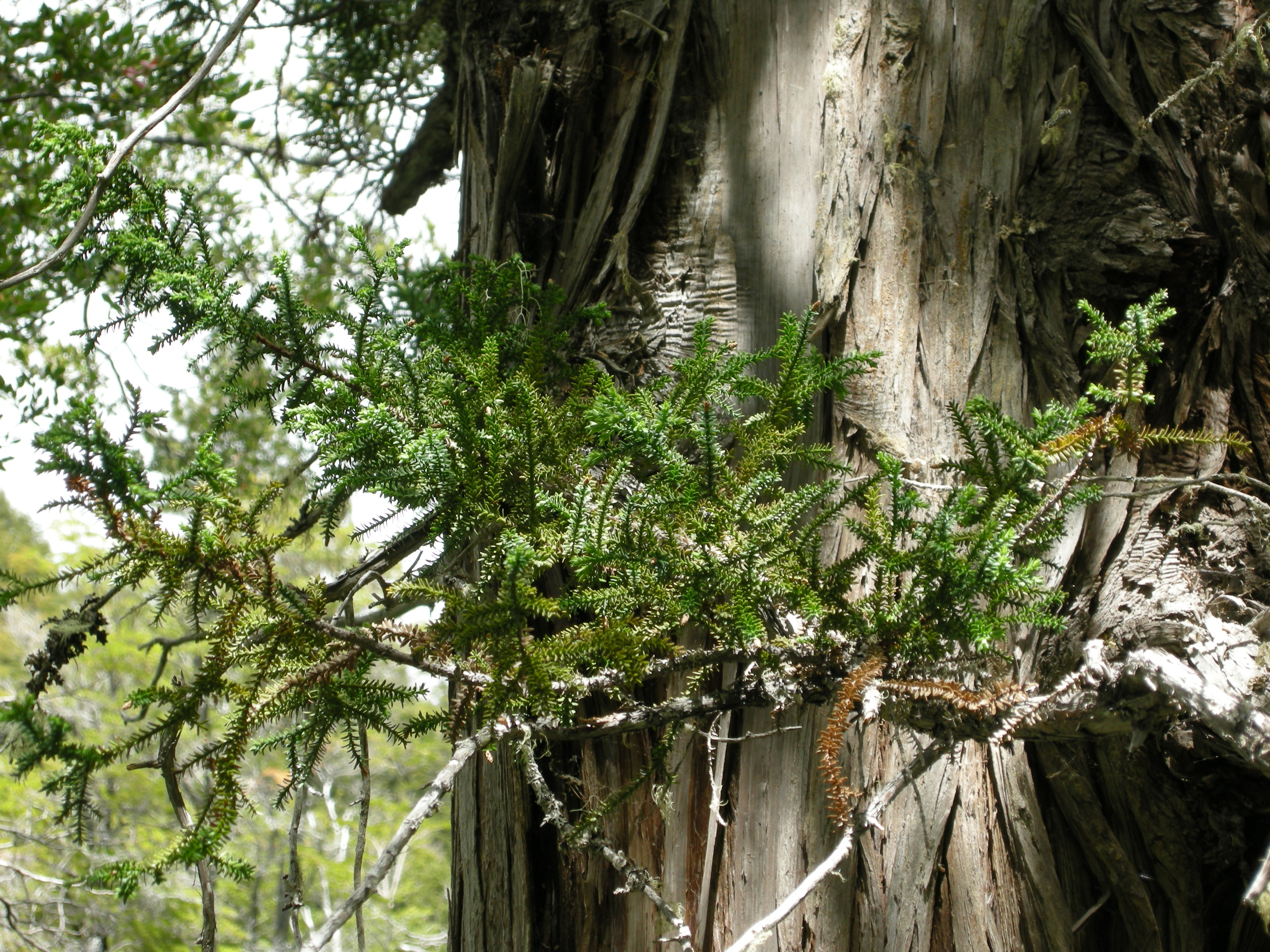
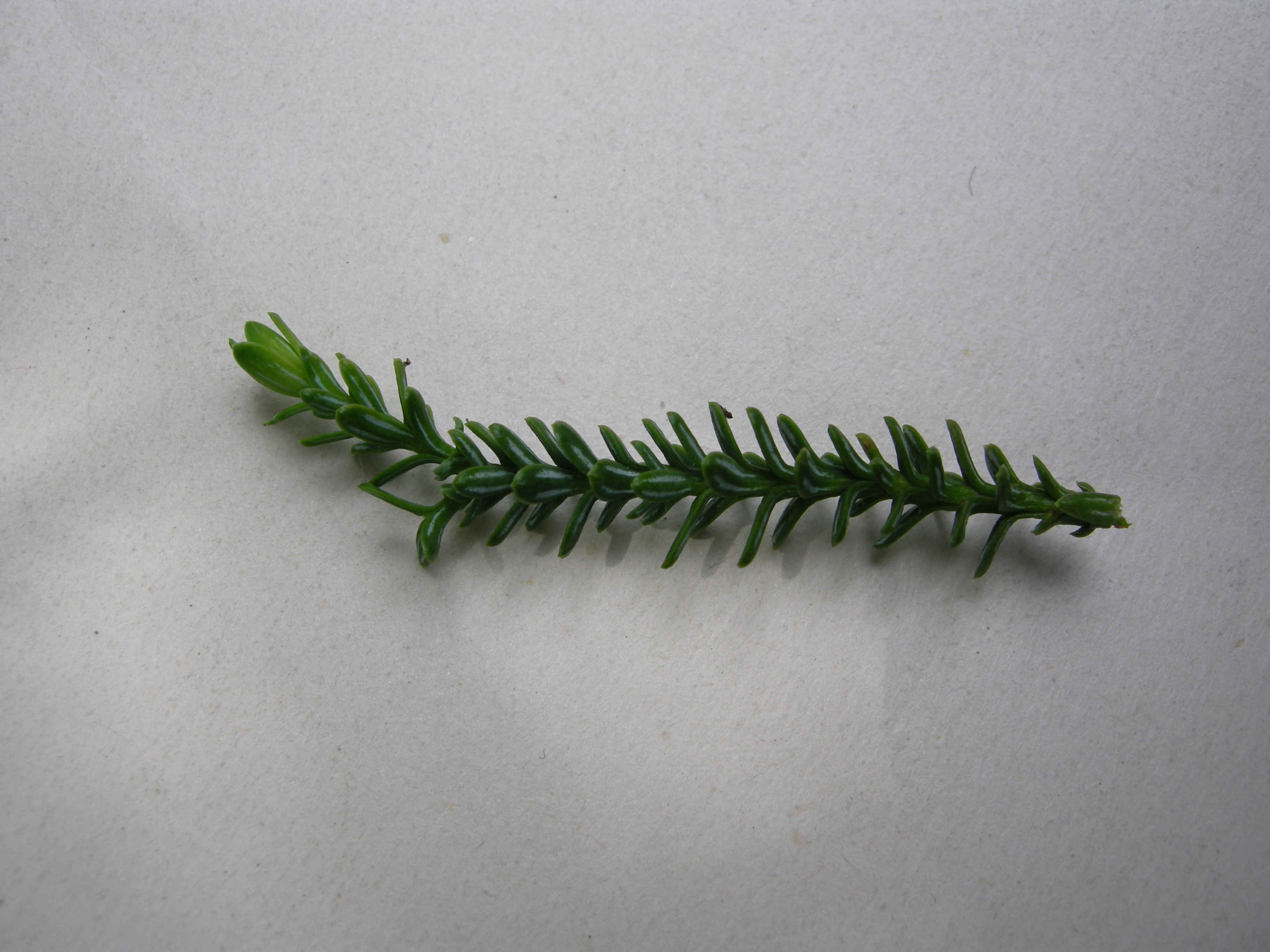
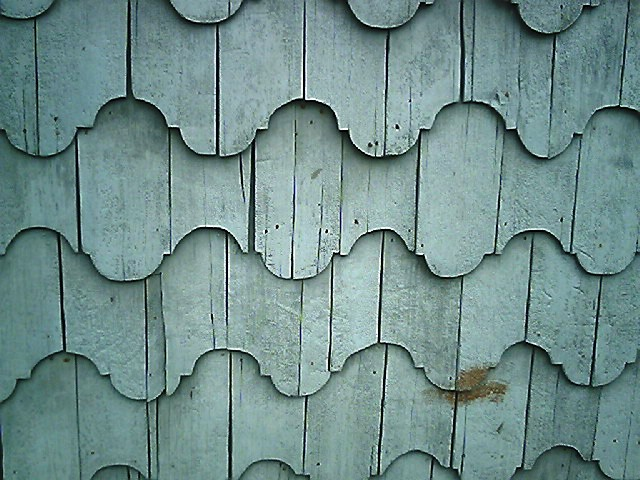
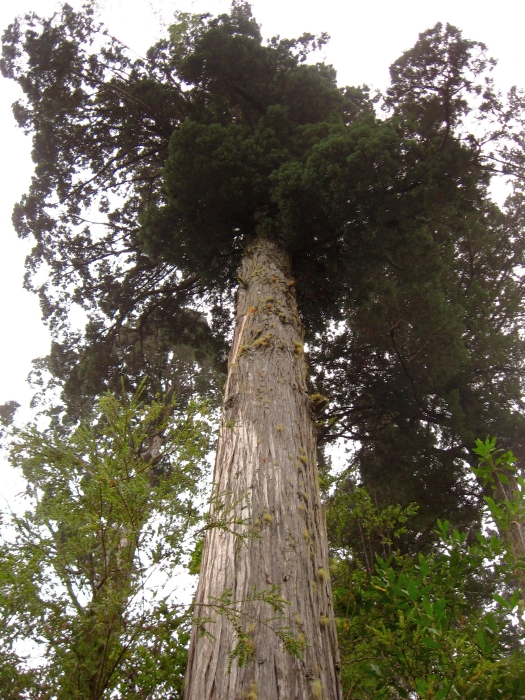